# 1932 en mathématiques
| Années des mathématiques : 1929 - 1930 - 1931 - 1932 - 1933 - 1934 - 1935    |
| Décennies des mathématiques : 1900 - 1910 - 1920 - 1930 - 1940 - 1950 - 1960 |

Cet article présente les faits marquants de l'année 1932 en mathématiques.

## Évènements
- 4-12 septembre : la  mathématicienne hongroise Rózsa Péter présente les résultats de son article sur la théorie récursive, « Rekursive Funktionen », lors du congrès international des mathématiciens à Zurich[1].
- Décembre : l'équipe dirigée par le mathématicien polonais Marian Rejewski au Biuro Szyfrów parvient à déchiffrer des messages de la machine Enigma en appliquant des méthodes de mathématiques pures[2].

## Publications
- John von Neumann : Les Fondements mathématiques de la mécanique quantique (Mathematische Grundlagen der Quantenmechanik[3])

## Naissances
- 15 janvier : Jean-Pierre Verdet, mathématicien, astronome et historien de l’astronomie français.
- 3 février : Tatiana Velikanova (morte en 2002), mathématicienne russe.
- 7 février : Jan Mycielski, mathématicien polono-américain.
- 8 février : Jean Céa, mathématicien français.
- 10 février : Vivienne Malone-Mayes (morte en 1995), mathématicienne américaine.
- 14 février : Maurice Audin (mort en 1957), mathématicien français.
- 29 février : C. S. Seshadri, mathématicien indien.
- 15 mars : Stefan Rolewicz (mort en 2015), mathématicien polonais.
- 27 avril : Gian-Carlo Rota (mort en 1999), mathématicien et philosophe américain né en Italie.
- 4 mai : Edward Nelson (mort en 2014), mathématicien américain.
- 9 mai : Paul Camion, mathématicien et informaticien théoricien franco-belge.
- 30 mai : Solomon W. Golomb (mort en 2016), mathématicien et informaticien américain.
- 2 juin : Oleg Loupanov (mort en 2006), mathématicien soviétique et russe.
- 4 juin : Anil Nerode, mathématicien américain.
- 10 juin : Pierre Cartier (mort en 2024), mathématicien français.
- 2 juillet : Aleksander Pełczyński (mort en 2012), mathématicien polonais.
- 26 juillet : Zvonimir Janko, mathématicien croate.
- 31 juillet : Elliott Lieb, mathématicien et physicien américain.
- 8 août : Andrzej Ehrenfeucht, mathématicien et informaticien théoricien américain d'origine polonaise.
- 9 août : Francis Allotey (mort en 2017), physicien mathématicien ghanéen.
- 21 août : Louis de Branges de Bourcia, mathématicien français.
- 1er septembre : Jacobus van Lint (mort en 2004), mathématicien néerlandais.
- 5 septembre : Donald Solitar (mort en 2008), mathématicien américain et canadien.
- 2 octobre : Valentin Poénaru, mathématicien français d'origine roumaine.
- 5 octobre : Hyman Bass, mathématicien américain.
- 8 octobre : Kenneth Appel (mort en 2013), mathématicien américain.
- 13 octobre : John Griggs Thompson, mathématicien américain, médaille Fields en 1970.
- 14 novembre : Jacques Neveu (mort en 2016), mathématicien probabiliste belge.
- 8 décembre : Ubiratàn D'Ambrosio (mort en 2021), historien des mathématiques brésilien.
- 11 décembre : Robert H. Boyer (mort en 1966), mathématicien et physicien américain.
- 16 décembre : Grace Alele-Williams (morte en 2022), mathématicienne nigériane.
- 19 décembre : Crispin Nash-Williams (mort en 2001), mathématicien britannique et canadien.
- Douglas McIlroy, mathématicien, ingénieur, et programmeur américain.

## Décès
- 15 février : Charles Henri Lagrange (né en 1851), mathématicien et astronome belge.
- 21 février : James Mercer (né en 1883), mathématicien britannique.
- 29 février : Giuseppe Vitali (né en 1875), mathématicien italien.
- 18 mars : Friedrich Schur (né en 1856), mathématicien allemand.
- 20 avril : Giuseppe Peano (né en 1858), mathématicien italien, célèbre pour ses travaux de logique ou pour sa courbe.
- 5 juillet : René Baire (né en 1874), mathématicien français.
- 9 août : John Charles Fields (né en 1863), mathématicien canadien.
- 12 décembre : Jarl Waldemar Lindeberg (né en 1876), mathématicien finlandais.
- 30 décembre : Eliakim Hastings Moore (né en 1862), mathématicien américain.